# Vertamocori

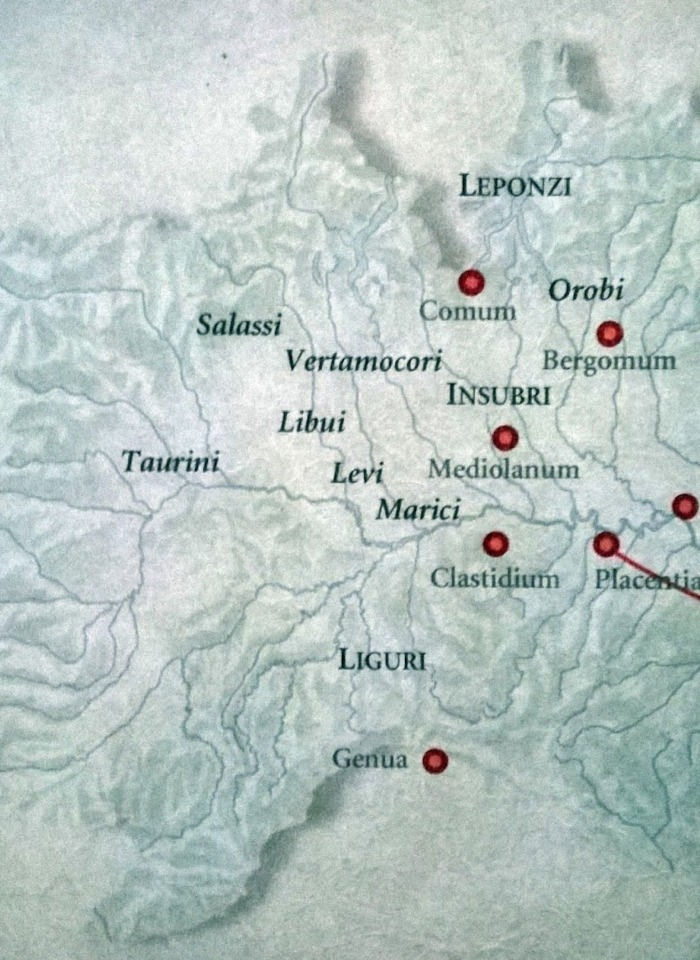
Popolazioni preromane del Piemonte

I Vertamocori erano un popolo celtico stanziato nella Gallia Cisalpina attorno a Novara, nel Piemonte orientale.
Sono ricordati da Plinio il Vecchio nel III libro della Naturalis Historia, dove sono indicati come fondatori della città di Novara:
(Plinio il Vecchio, Naturalis historia, III, 124)
Plinio precisa quindi anche l'origine celtica dei Vertamocori, perché i Voconzi erano un popolo gallico della Gallia narbonese.

## Storia
Sono considerati parte della cultura di Golasecca (IX-IV secolo a.C.), stanziati a nord dei Levi.
Contestualmente alla fondazione di Novara riportata da Plinio, i Vertamocori sono ritenuti responsabili della celtizzazione del Basso Novarese verso il IV secolo a.C..

## Etnonimo

### Varianti
I Vertamocori sono identificati da molteplici etnonimi:
- Vertamocori: forma non riportata dal dizionario Gaffiot, ma reperibile in Catone (Origines, libro 2, frammenti)[3][4];
- Vertacomacori: forma utilizzata da Plinio (3, 24), riferita ad un popolo della Gallia Narbonense che fa parte dei Voconzi[5].

### Etimologia
L'etnonimo gallico Uertamocori è composto dall'aggettivo uertamos « superiore, eccellente » e dal sostantivo corios « armata, truppa »; si traduce quindi « eccellenti truppe ». Il primo termine è un superlativo in -tamo posto sulla radice *uper- « sopra ». La radice indoeuropea *uper(o) ha un valore maggiorativo ed è all'origine del latino super, del greco hupér, del sanscrito upari, del gotico ufar, dell'alto tedesco ubir. Lo ritroviamo nell'inglese over e nel tedesco über.

## Ritrovamenti archeologici
Due campagne di scavi nel 1987 e nel 2006 hanno portato alla luce una necropoli risalente all'età del ferro presso Dormelletto, in provincia di Novara. Il ritrovamento è ritenuto di massimo interesse per il rito e i materiali utilizzati nelle sepolture. Le tombe si trovavano a circa due metri di profondità, stimate fra il II e I secolo a.C.. Alcune testimoniavano il rito della cremazione, la maggior parte dell'inumazione: un caso inusuale per l'età del ferro, che in zona ha visto quasi unicamente la cremazione. Le fosse presentavano tutte il medesimo orientamento, erano di forma ellittica o rettangolare e molto profonde, sigillate a metà da un ammasso di pietre abbastanza grandi, fra cui anche macine. La parte superiore era riempita con terreno a formare un tumulo di forma rettangolare; su di esso alcune riportavano ancora il signaculum, la pietra che segnalava la sepoltura. Il fondo era circondato da un cordolo di pietre delineante la struttura.
Anche a Oleggio, in frazione Loreto, è stata trovata una necropoli con reperti datati tra il II secolo a.C. e il IV secolo d.C., che documentano sia la presenza dei Vertamocori che la successiva romanizzazione del territorio.

## In letteratura
Lo scrittore Dante Graziosi accenna ai Vertamocori in una pagina dell'opera La terra degli aironi (1972): il loro carattere duro e l'instancabilità nel lavoro sono da sempre caratteri ricorrenti delle genti della Bassa Novarese. L'autore avrebbe intitolato I figli dei Vertacomocori l'intera opera, ma l'editore non acconsentì.